# Kerncentrale Dampierre
De kerncentrale Dampierre ligt in de gemeente Dampierre-en-Burly in het departement Loiret, aan de rivier de Loire.
De centrale heeft vier drukwaterreactoren (PWR).
| reactorblok | reactortype | vermogen | begin bouw | inbedrijfname | stillegging |
| ----------- | ----------- | -------- | ---------- | ------------- | ----------- |
| Dampierre-1 | PWR         | 900 MW   | 1975       | 1980          |             |
| Dampierre-2 | PWR         | 900 MW   | 1975       | 1981          |             |
| Dampierre-3 | PWR         | 900 MW   | 1975       | 1981          |             |
| Dampierre-4 | PWR         | 900 MW   | 1975       | 1981          |             |

## Externe link

Plattegrond kerncentrale complex Dampierre